# Carlos I, Conde de Anjou
Carlos I de Anjou (1226 ou 1227 – Foggia, 7 de janeiro de 1285) foi um membro da dinastia real capetiana e fundador da Segunda Casa de Anjou. Foi rei da Sicília e de Nápoles, príncipe da Acaia e conde de Anjou, Maine, Provença e Forcalquier. Em 1272, foi proclamado rei da Albânia; em 1277 iniciou uma reivindicação ao Reino de Jerusalém.
Filho mais novo de Luís VIII da França e de Branca de Castela, estava destinado a uma carreira na Igreja até o início da década de 1240. Adquiriu Provença e Forcalquier por meio de seu casamento com Beatriz da Provença. Suas tentativas de restaurar a autoridade central o colocaram em conflito com sua sogra, Beatriz de Saboia, e a nobreza. Carlos recebeu Anjou e Maine de seu irmão, Luís IX da França, como apanágio. Ele acompanhou Luís durante a Sétima Cruzada ao Egito. Pouco depois de retornar à Provença em 1250, forçou três ricas cidades autônomas – Marselha, Arles e Avinhão – a reconhecer sua suserania.
Apoiou Margarida II, condessa de Flandres e Hainaut, contra seu filho mais velho, João, em troca de Hainaut em 1253. Dois anos depois, Luís IX o convenceu a renunciar ao condado, mas o compensou instruindo Margarida a pagar-lhe 160 mil marcos. Carlos forçou os nobres e cidades provençais rebeldes à submissão e expandiu sua suserania em uma dúzia de cidades e senhorios no Reino de Arles. Em 1263, após anos de negociações, aceitou a oferta da Santa Sé de tomar o Reino da Sicília dos Hohenstaufens. Além da ilha de mesmo nome, este reino incluía o sul da Itália até o norte de Nápoles e era conhecido como Regno (Reino). O Papa Urbano IV declarou uma cruzada contra o incumbente Manfredo da Sicília e ajudou Carlos a arrecadar fundos para a campanha militar.
Carlos foi coroado rei em Roma em 5 de janeiro de 1266. Aniquilou o exército de Manfredo e ocupou o Reino quase sem resistência. Sua vitória sobre o jovem sobrinho do rei da Sicília, Conradino, na Batalha de Tagliacozzo em 1268 fortaleceu seu governo. Em 1270, participou da Oitava Cruzada organizada por Luís IX e forçou o califa haféssida de Túnis a pagar um tributo anual a ele. Suas vitórias garantiram a liderança indiscutível entre os partidários italianos do papado (conhecidos como guelfos), mas sua influência nas eleições papais e forte presença militar na Itália perturbaram os papas. Eles tentaram canalizar suas ambições para outros territórios e o ajudaram a obter reivindicações sobre Acaia, Jerusalém e Arles por meio de tratados. Em 1281, o Papa Martinho IV autorizou Carlos a lançar uma cruzada contra o Império Bizantino. Seus navios estavam se reunindo em Messina, prontos para começar a campanha quando um motim – conhecido como vésperas sicilianas – estourou em 30 de março de 1282, o que pôs fim ao seu governo na ilha da Sicília. Foi capaz de defender os territórios continentais (o Reino de Nápoles) com o apoio da França e da Santa Sé. Carlos morreu enquanto fazia os preparativos para a invasão da Sicília.

## Vida pregressa

### Infância
Carlos era o filho mais novo do rei Luís VIII da França e de Branca de Castela. A data de seu nascimento não foi preservada, mas ele provavelmente era um filho póstumo, nascido no início de 1227. Foi o único filho sobrevivente do rei a "nascer na púrpura" (após a coroação de seu pai), um fato que enfatizou frequentemente em sua juventude, como o cronista contemporâneo Mateus de Paris observou em sua Chronica majora. Foi o primeiro capetiano a receber o nome de Carlos Magno.
Luís VIII morreu em novembro de 1226 e seu filho mais velho, Luís IX, o sucedeu. O falecido rei desejou que seus filhos mais novos fossem preparados para uma carreira na Igreja Católica. Os detalhes do ensino de Carlos são desconhecidos, mas ele recebeu uma boa educação. Entendia as principais doutrinas católicas e conseguia identificar erros em textos em latim. Sua paixão pela poesia, medicina e direito está bem documentada.
Carlos posteriormente diria que a mãe teve um forte impacto na educação dos filhos. Na verdade, Branca estava totalmente engajada na administração do governo e provavelmente não tinha tempo para os filhos mais novos. Carlos viveu na corte do irmão, Roberto I de Artésia, em 1237. Cerca de quatro anos depois, foi colocado aos cuidados de outro irmão, Afonso, conde de Poitiers. A participação na campanha militar de seus irmãos contra Hugo X de Lusinhão, conde da Marcha, em 1242, mostrou que já não estava mais destinado a uma carreira na Igreja.

### Provença e Anjou
Raimundo Berengário IV da Provença morreu em agosto de 1245, legando Provença e Forcalquier à sua filha mais nova, Beatriz, supostamente por ter dado dotes generosos às três irmãs dela. Os dotes, na verdade, não foram totalmente quitados, fazendo com que duas irmãs, Margarida (esposa de Luís IX) e Leonor (esposa de Henrique III da Inglaterra), acreditassem que tinham sido deserdadas ilegalmente. A mãe delas, Beatriz de Saboia, afirmava que Raimundo Berengário lhe havia cedido o usufruto da Provença.
O imperador Hohenstaufen Frederico II (a quem o Papa Inocêncio IV recentemente excomungara por alegados "crimes contra a Igreja"), o conde Raimundo VII de Toulouse e outros governantes vizinhos propuseram a si próprios ou a seus filhos como maridos da jovem condessa. Sua mãe a colocou sob a proteção da Santa Sé. Luís IX e Margarida sugeriram que Beatriz deveria ser dada em casamento a Carlos. Para garantir o apoio da França contra Frederico II, o Papa Inocêncio IV aceitou a proposta deles. Carlos correu para Aix-en-Provence à frente de um exército para evitar que outros pretendentes invadissem a Provença e casou-se com Beatriz em 31 de janeiro de 1246. O condado fazia parte do Reino de Arles e, portanto, do Sacro Império Romano, mas Carlos nunca jurou lealdade ao imperador. Ele ordenou uma inspeção sobre os direitos e receitas dos condes, ultrajando seus súditos e sua sogra, que considerou essa ação um ataque aos direitos dela.
Sendo uma jovem criança, destinada a uma carreira na igreja, Carlos não tinha recebido um apanágio (um condado ou ducado hereditário) de seu pai. Luís VIII desejou que seu quarto filho, João, recebesse Anjou e Maine ao atingir a maioridade, mas ele morreu em 1232. Luís IX nomeou Carlos como cavaleiro em Melun em maio de 1246 e três meses depois concedeu-lhe Anjou e Maine. Ele raramente visitava seus dois condados e designava bailios (ou regentes) para administrá-los.
Enquanto estava ausente da Provença, Marselha, Arles e Avinhão – três cidades ricas, diretamente sujeitas ao imperador – formaram uma liga e nomearam um nobre provençal, Barral de Baux, como comandante de seus exércitos combinados. Sua sogra colocou os desobedientes provençais sob sua proteção. Carlos não podia lidar com os rebeldes quando estava prestes a se juntar à cruzada de seu irmão. Para apaziguar a sogra, reconheceu o direito dela de governar Forcalquier e concedeu a ela um terço de suas receitas em Provença.

### Sétima Cruzada

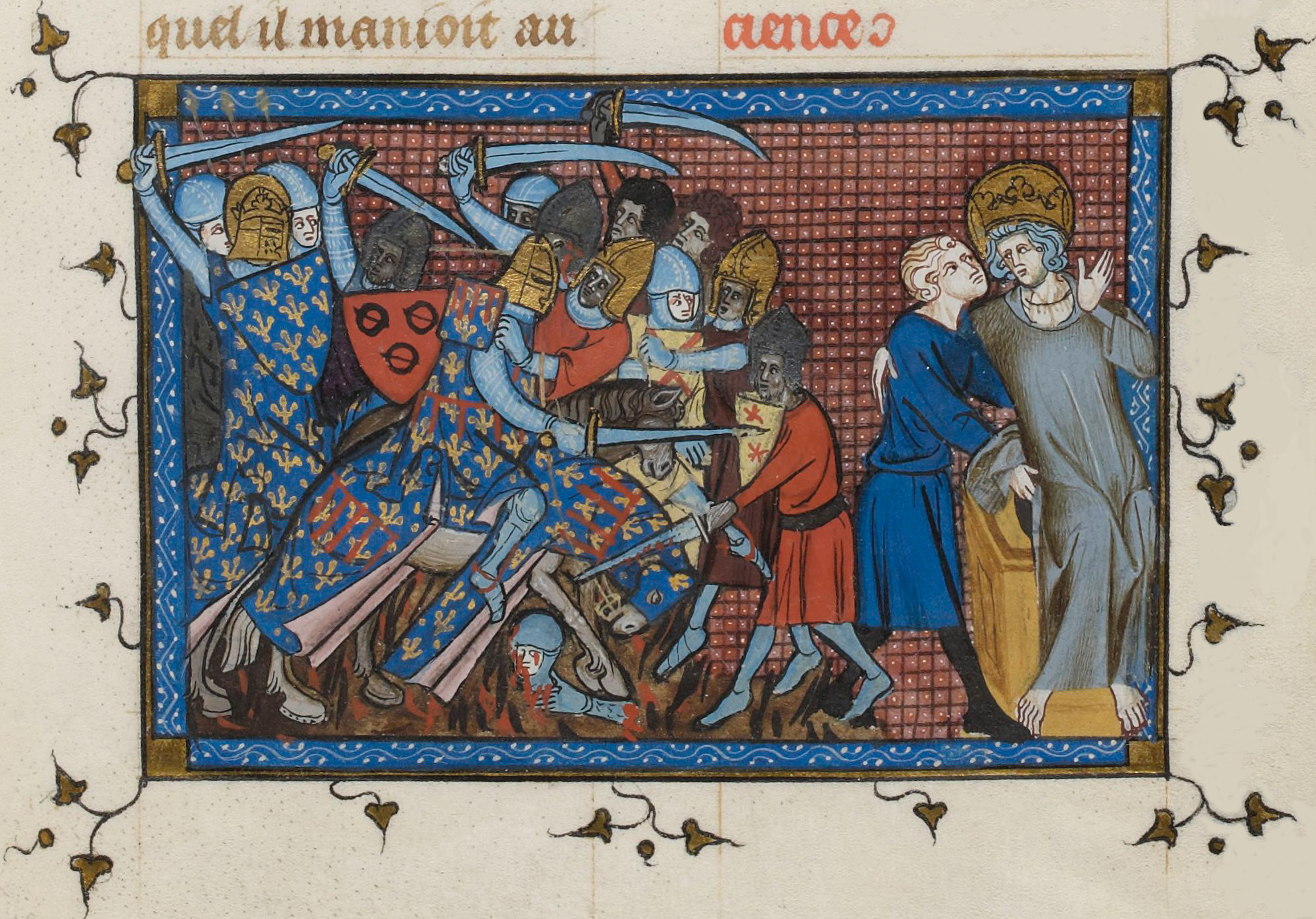
A derrota dos cruzados na Batalha de Almançora, forçando-os a abandonar a invasão do Egito. Durante a retirada, os egípcios capturaram Carlos e seus dois irmãos, Luís IX da França e Afonso de Poitiers

Em dezembro de 1244, Luís IX jurou liderar uma cruzada. Ignorando a forte oposição de sua mãe, seus três irmãos – Roberto, Afonso e Carlos – também participaram do movimento. Os preparativos para a cruzada duraram anos, com os cruzados embarcando em Aigues-Mortes em 25 de agosto de 1248. Depois de passar vários meses no Chipre, eles invadiram o Egito em 5 de junho de 1249. Capturaram Damieta e decidiram atacar o Cairo em novembro. Durante seu avanço, o biógrafo do rei francês, João de Joinville, observou a coragem pessoal de Carlos, que salvou a vida de dezenas de cruzados. Roberto de Artésia morreu lutando contra os egípcios em Almançora. Seus três irmãos sobreviveram, mas tiveram que abandonar a campanha. Enquanto se retiravam do Egito, eles caíram em cativeiro em 6 de abril de 1250. O sultão egípcio, Maleque Turanxá, libertou Luís, Carlos e Afonso em troca de 800 mil besantes e a rendição de Damieta em 6 de maio. Durante sua viagem a Acre, Carlos indignou Luís por jogar apostas enquanto o rei lamentava a morte de Roberto. Luís permaneceu na Terra Santa, mas Carlos retornou à França em outubro de 1250.

## Maiores ambições

### Conflitos e consolidação
Os oficiais de Carlos continuaram a inspecionar os direitos e receitas dos condes na Provença, provocando uma nova rebelião durante sua ausência. Em seu retorno, aplicou diplomacia e força militar para lidar com eles. O arcebispo de Arles e o bispo de Digne cederam seus direitos seculares nas duas cidades a Carlos em 1250. Ele recebeu assistência militar de seu irmão, Afonso. Arles foi a primeira cidade a se render a eles em abril de 1251. Em maio, forçaram Avinhão a reconhecer seu governo conjunto. Um mês depois, Barral de Baux também capitulou. Marselha foi a única cidade a resistir por vários meses, mas também buscou a paz em julho de 1252. Os cidadãos reconheceram Carlos como seu senhor, mas mantiveram suas instituições autônomas.

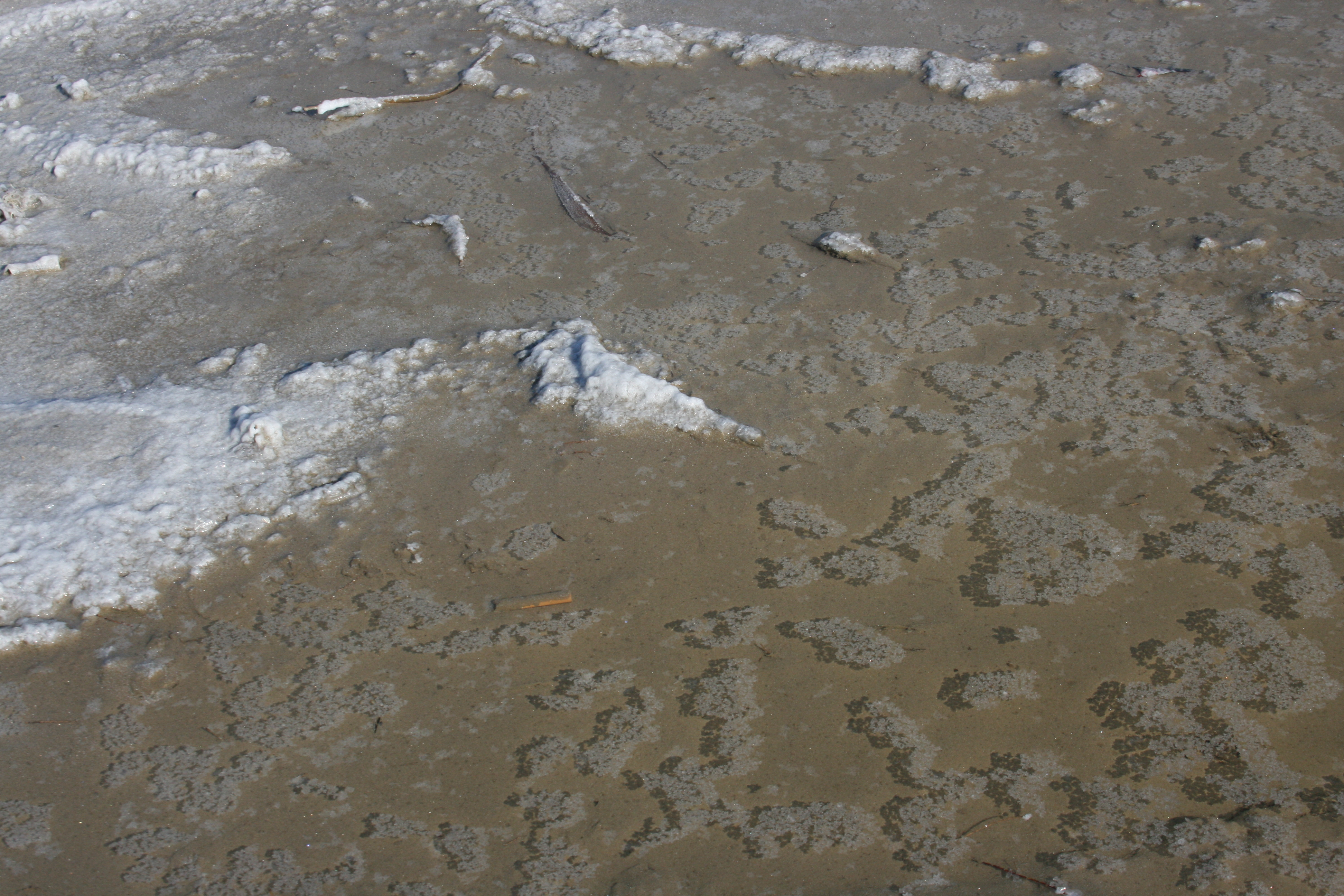
Cristais de sal numa poça em Camarga. Salinas no delta do Ródano aumentaram significativamente as receitas de Carlos na Provença

Os funcionários de Carlos continuaram a apurar os direitos dele, visitando cada cidade e realizando inquéritos públicos para obter informações sobre todas as reivindicações. A taxa do monopólio do sal (ou gabela) foi aprovada em todo o condado. A renda do comércio de sal representava cerca de 50% das receitas do estado no final dos anos 1250. Carlos aboliu o pedágio local e promoveu a construção naval e o comércio de grãos. Ele ordenou a emissão de novas moedas, chamadas de provencaux, para viabilizar o uso do dinheiro local em transações menores.
O imperador Frederico II, que também governava a Sicília, morreu em 1250. Seu Reino da Sicília, também conhecido como Regno, incluía a ilha homônima e o sul da Itália até próximo de Roma. O Papa Inocêncio IV afirmou que o Reino havia sido revertido à Santa Sé. Ele o ofereceu primeiro a Ricardo da Cornualha, mas este não queria lutar contra o filho de Frederico, Conrado IV da Germânia. Então o Papa propôs investir Carlos com o reino. Ele pediu instruções a Luís IX, que o proibiu de aceitar a oferta, porque considerava Conrado o governante legítimo. Depois que Carlos informou à Santa Sé em 30 de outubro de 1253 que não aceitaria o Reino, o Papa o ofereceu a Edmundo de Lencastre.
A rainha Branca, que administrou a França durante a cruzada de Luís, morreu em 1.º de dezembro de 1252. O rei nomeou Afonso e Carlos corregentes, para que ele pudesse permanecer na Terra Santa. Margarida II, condessa de Flandres e Hainaut entrou em conflito com seu filho, João de Avesnes, por causa do primeiro casamento dela. Depois que os filhos de seu segundo casamento foram capturados em julho de 1253, ela precisou de ajuda estrangeira para garantir a libertação deles. Ignorando a decisão de Luís IX em 1246 de que Hainaut deveria passar para João, ela prometeu o condado a Carlos. Este aceitou a oferta e invadiu Hainaut, forçando a maioria dos nobres locais a jurar fidelidade a ele. Após seu retorno à França, o rei francês insistiu que sua decisão deveria ser respeitada. Em novembro de 1255, ordenou que Carlos devolvesse Hainaut a Margarida, mas os filhos dela foram obrigados a jurar fidelidade a ele. Luís também determinou que ela pagaria 160 mil marcos a Carlos nos 13 anos seguintes.
Carlos voltou para a Provença, que novamente estava inquieta. Sua sogra continuava a apoiar o rebelde Bonifácio de Castellane e seus aliados, mas Luís IX a convenceu a devolver Forcalquier ao irmão e a renunciar seus pedidos de pagamento de um montante fixo por Carlos e uma pensão por Luís em novembro de 1256. Um golpe dos partidários de Carlos em Marselha resultou na rendição de todos os poderes políticos locais aos seus funcionários. Ele continuou a expandir seu poder ao longo das fronteiras da Provença nos quatro anos seguintes. Recebeu territórios nos Alpes Baixos do delfim de Vienne. Raimundo I de Baux, Conde de Orange, cedeu a ele o título de regente do Reino de Arles. Os cidadãos de Cuneo – uma cidade estrategicamente localizada nas rotas da Provença à Lombardia – buscaram a proteção de Carlos contra Asti em julho de 1259. Alba, Cherasco, Savigliano e outras cidades próximas reconheceram seu governo. Os governantes de Mondovì, Ceva, Biandrate e Saluzzo o homenagearam.
O filho ilegítimo do imperador Frederico II, Manfredo, foi coroado rei da Sicília em 1258. Depois que os barões ingleses anunciaram que se opunham a uma guerra contra Manfredo, o papa Alexandre IV anulou a concessão da Sicília a Edmundo de Lencastre em 1253. O sucessor de Alexandre, o Papa Urbano IV, estava determinado a pôr fim ao governo do imperador na Itália. Ele enviou seu notário, Alberto de Parma, a Paris para negociar com Luís IX para que Carlos fosse colocado no trono da Sicília. Ele se encontrou com o enviado do papa no início de 1262.
Aproveitando a ausência do conde, Bonifácio de Castellane desencadeou uma nova revolta na Provença. Os cidadãos de Marselha expulsaram os oficiais de Carlos, mas Barral de Baux interrompeu a expansão da rebelião antes do retorno do conde. Carlos renunciou Ventimiglia em favor da República de Gênova para garantir a neutralidade dela. Ele derrotou os rebeldes e forçou Castellane ao exílio. A mediação de Jaime I de Aragão trouxe um acordo com Marselha: suas fortificações foram desmanteladas e os habitantes entregaram suas armas, mas a cidade manteve sua autonomia.

### Conquista do Reino
Luís IX decidiu apoiar a campanha militar de Carlos na Itália em maio de 1263. O papa Urbano IV prometeu proclamar uma cruzada contra Manfredo, enquanto o conde de Anjou prometeu que não aceitaria nenhum cargo nas cidades italianas. Manfredo deu um golpe em Roma, mas os guelfos elegeram Carlos como senador (ou chefe do governo civil de Roma). Ele aceitou o cargo e um grupo de cardeais solicitou que o papa revogasse o acordo com ele, mas o papa, estando indefeso contra Manfredo, não conseguiu romper com Carlos.
Na primavera de 1264, os cardeais Simon de Brie e Guy Foulques foram enviados à França para chegar a um acordo e começar a angariar apoio para a cruzada. Carlos enviou tropas a Roma para proteger o Papa contra os aliados de Manfredo. A pedido de Foulques, a cunhada de Carlos, Margarida (que não abandonou suas reivindicações ao dote), prometeu que não tomaria medidas contra o conde angevino durante sua ausência. Foulques também persuadiu os prelados franceses e provençais a oferecer apoio financeiro à cruzada. O papa Urbano morreu antes que o acordo final fosse concluído. Carlos tomou providências para sua campanha contra a Sicília durante o interregno; ele concluiu acordos para garantir a rota de seu exército pela Lombardia e executou os líderes dos rebeldes provençais.
Foulques foi eleito papa em fevereiro de 1265; logo ele confirmou a senadoria de Carlos e o exortou a ir a Roma. Este concordou que manteria o Reino da Sicília como vassalo dos papas por um tributo anual de 8 mil onças de ouro. Também prometeu que nunca buscaria o título imperial. Ele embarcou em Marselha em 10 de maio e desembarcou em Óstia dez dias depois. Foi empossado senador em 21 de junho e quatro cardeais o investiram no Reino da Sicília uma semana depois. Para financiar outras ações militares, pediu dinheiro emprestado a banqueiros italianos com a ajuda do papa, que o autorizou a penhorar propriedades da Igreja. Cinco cardeais o coroaram rei da Sicília em 5 de janeiro de 1266. Os cruzados da França e da Provença – supostamente 6 mil guerreiros montados totalmente equipados, 600 arqueiros montados e 20 mil soldados de infantaria – chegaram a Roma dez dias depois.

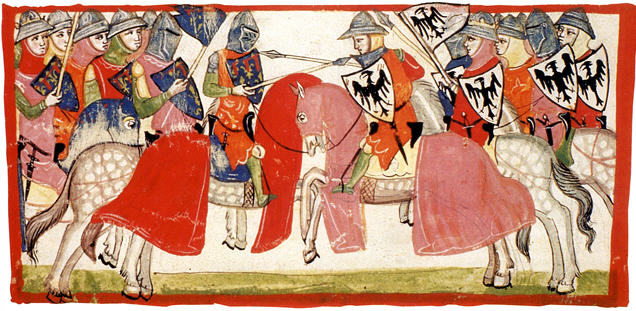
Batalha de Benevento: Carlos derrota seu oponente, Manfredo, rei da Sicília (1266)

Carlos decidiu invadir o sul da Itália sem demora, porque não conseguiu financiar uma campanha prolongada. Deixou Roma em 20 de janeiro de 1266; marchou em direção a Nápoles, mas mudou sua estratégia ao saber de uma reunião das forças de Manfredo perto de Cápua. Liderou suas tropas através dos Apeninos em direção a Benevento. Manfredo também correu para a cidade e chegou antes do novo rei da Sicília. Temendo que mais atrasos pudessem colocar em risco a lealdade de seus súditos, Manfredo atacou o exército de Carlos, então em desordem desde a travessia das colinas, em 26 de fevereiro de 1266. Na batalha que se seguiu, o exército de Manfredo foi derrotado e ele foi morto.
A resistência em todo o Reino da Sicília entrou em colapso e as cidades se renderam antes mesmo que as tropas de Carlos os alcançassem. Os sarracenos de Lucera – uma colônia muçulmana estabelecida durante o reinado de Frederico II – prestaram homenagem a ele. Seu comandante, Filipe de Montfort, assumiu o controle da ilha da Sicília. A viúva de Manfredo, Helena de Épiro, e seus filhos foram capturados. Carlos reivindicou o dote dela – a ilha de Corfu e a região de Durazo (atual Durrës na Albânia) – como direito pela conquista. Suas tropas tomaram Corfu antes do final do ano.

### Conradino
Carlos foi leniente com os partidários de Manfredo, mas eles não acreditavam que essa política conciliatória pudesse durar. Sabiam que ele havia prometido devolver as propriedades aos senhores guelfos expulsos do Reino. Carlos também não conseguiu a lealdade dos plebeus, em parte porque continuou a aplicar o subventio generalis, apesar dos papas terem declarado que era uma cobrança ilegal. Proibiu o uso de moeda estrangeira em grandes transações e lucrou com a troca obrigatória de moeda estrangeira por moeda cunhada localmente. Também negociava grãos, especiarias e açúcar, por meio de um empreendimento conjunto com os mercadores de Pisa.
O Papa Clemente censurou Carlos por seus métodos de administração estatal, descrevendo-o como um monarca arrogante e obstinado. A consolidação do poder do governante no norte da Itália também alarmou Clemente. Para apaziguar o Papa, renunciou ao seu mandato de senador em maio de 1267. Seus sucessores, Conrado Monaldeschi e Luca Savelli, exigiram o reembolso do dinheiro que Carlos e o Papa tinham pedido emprestado aos romanos.
As vitórias dos gibelinos, apoiadores da família imperial, forçaram o papa a pedir a Carlos que mandasse suas tropas para a Toscana. Suas forças expulsaram a facção de Florença em abril de 1267. Depois de ser eleito o podestà (governante) de Florença e Lucca por sete anos, Carlos correu para a Toscana. Seu expansionismo ao longo das fronteiras dos Estados Papais alarmou o Papa Clemente e ele decidiu mudar a direção das ambições do rei angevino da Sicília. O Papa o convocou a Viterbo, forçando-o a prometer que abandonaria todas as reivindicações sobre a Toscana em três anos. Ele persuadiu o governante a concluir acordos com Guilherme de Vilearduin, Príncipe da Acaia, e o imperador latino Balduíno II no final de maio. De acordo com o primeiro tratado, Vilearduin reconheceu a suserania de Carlos e tornou o filho mais novo deste, Filipe, seu herdeiro, estipulando também que Carlos herdaria Acaia se Filipe morresse sem filhos. O imperador latino confirmou o primeiro acordo e renunciou a suas reivindicações de suserania sobre seus vassalos em favor de Carlos. Este prometeu que ajudaria Balduíno a recapturar Constantinopla do imperador bizantino Miguel VIII Paleólogo, em troca de um terço das terras conquistadas.

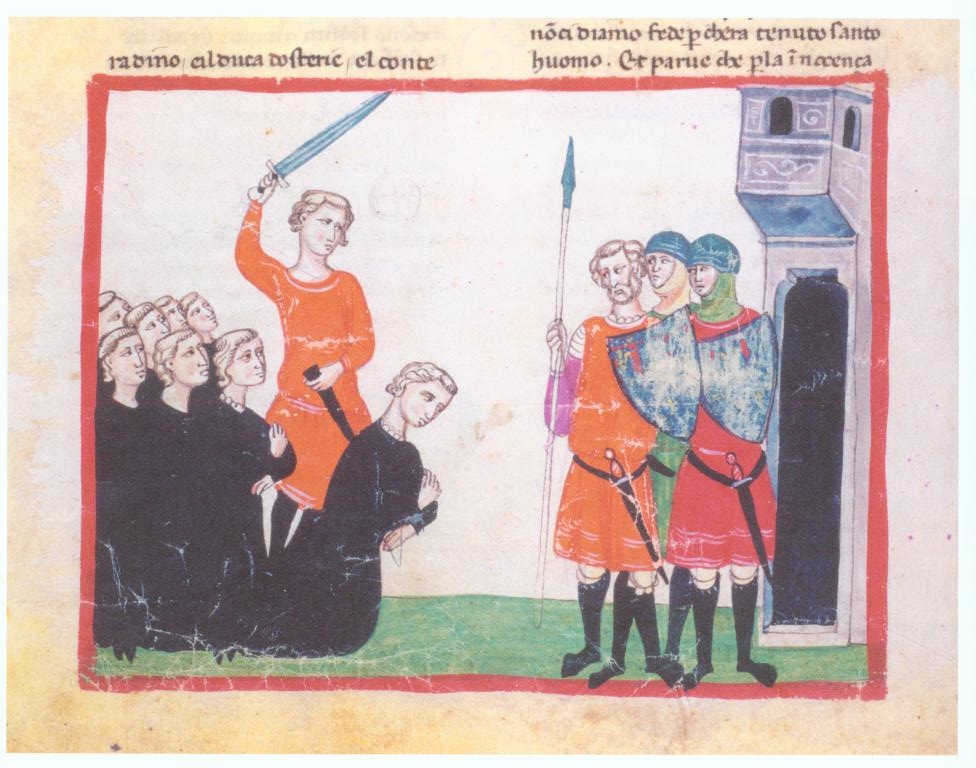
Conradino, inimigo de Carlos, é executado aos 16 anos

Carlos voltou à Toscana e sitiou a fortaleza de Poggibonsi, mas ela não caiu até o final de novembro. Os partidários mais ferrenhos de Manfredo, entretanto, fugiram para a Baviera para tentar persuadir Conradino, o filho de 15 anos de Conrado IV, a afirmar seu direito hereditário ao Reino da Sicília. Depois que Conradino aceitou a proposta, o ex-vigário de Manfredo na Sicília, Conrado Capece, voltou à ilha e desencadeou uma revolta. A pedido de Capece, Maomé I Almostancir, o califa haféssida de Túnis, permitiu que o ex-aliado de Manfredo, Fradique de Castela, invadisse a Sicília a partir do Norte da África. O irmão de Fradique, Henrique, - eleito senador de Roma -, também ofereceu apoio a Conradino. Henrique tinha sido amigo de Carlos, mas este não conseguira pagar um empréstimo a ele.
Conradino deixou a Baviera em setembro de 1267. A revolta de seus partidários estava se espalhando da Sicília à Calábria; os sarracenos de Lucera também se rebelaram. O papa Clemente exortou Carlos a retornar ao Reino, mas ele continuou sua campanha na Toscana até março de 1268, quando se reuniu com o chefe da Igreja. Em abril, o papa o nomeou vigário imperial da Toscana "durante a vacância do império", uma medida de legalidade duvidosa. Ele marchou para o sul da Itália e sitiou Lucera, mas então teve que se apressar para o norte para evitar a invasão de Abruzos por Conradino no final de agosto. Na Batalha de Tagliacozzo, em 23 de agosto de 1268, Conradino aparentava ter ganho quando um ataque repentino da reserva de Carlos derrotou o exército adversário.
Os cidadãos de Potenza, Aversa e outras cidades da Basilicata e da Apúlia massacraram seus companheiros que agiram em nome de Conradino, mas os sicilianos e os sarracenos de Lucera não se renderam. Carlos marchou para Roma, onde foi novamente eleito senador em setembro. Ele nomeou novos funcionários para administrar a justiça e coletar as receitas do estado. Novas moedas com seu nome foram cunhadas. Durante a década seguinte, Roma foi governada pelos vigários dele, cada um nomeado para um ano.
Conradino foi capturado na Torre Astura. A maioria de seus seguidores foi sumariamente executada, mas Conradino e seu amigo, Frederico I, Marquês de Bade, foram levados a julgamento por roubo e traição em Nápoles. Eles foram condenados à morte e decapitados em 29 de outubro. Conrado de Antioquia foi o único partidário de Conradino a ser libertado, mas somente depois que sua esposa ameaçou executar os senhores guelfos que ela mantinha cativos em seu castelo. Os nobres gibelinos do Reino fugiram para a corte de Pedro III de Aragão, que se casou com a filha de Manfredo, Constança.

## Império mediterrâneo

### Itália
A esposa de Carlos, Beatriz da Provença, morreu em julho de 1267. Viúvo, casou-se com Margarida de Nevers em novembro de 1268. Ela era uma das herdeiras de seu pai, Eudo, filho mais velho de Hugo IV, Duque da Borgonha. O Papa Clemente morreu em 29 de novembro de 1268. A vacância papal durou três anos, o que fortaleceu a autoridade do nobre angevino na Itália, mas também o privou do apoio eclesiástico que apenas um papa poderia fornecer.
Voltou a Lucera para dirigir pessoalmente um cerco em abril de 1269. Os sarracenos e gibelinos que fugiram para a cidade resistiram até que a fome os obrigou a se renderem em agosto daquele ano. Carlos enviou Filipe e Guido de Monforte à Sicília para forçar os rebeldes à submissão, mas eles só puderam capturar Augusta. Nomeou William l'Estandart comandante do exército na Sicília em agosto daquele ano. L'Estandart capturou Agrigento, forçando Frederico de Castela e Frederico Lancia a buscar refúgio em Túnis. Após a vitória subsequente de L'Estandart em Sciacca, apenas Conrado Capece resistiu, mas ele também teve que se render no início de 1270.
As tropas de Carlos forçaram Siena e Pisa – as últimas cidades a resistir a ele na Toscana – a pedir a paz em agosto de 1270. Ele concedeu privilégios aos mercadores e banqueiros da Toscana, o que fortaleceu sua posição no Reino. Sua influência estava diminuindo na Lombardia, porque as cidades lombardas não temiam mais uma invasão da Alemanha após a morte de Conradino. Em maio de 1269, Carlos enviou Walter de La Roche para representá-lo na província, mas isso não fortaleceu sua autoridade. Em outubro, os funcionários do angevino convocaram uma assembleia em Cremona e convidaram as cidades lombardas a comparecer. As cidades lombardas aceitaram o convite, mas outras – Milão, Bolonha, Alexandria e Tortona – apenas confirmaram sua aliança com Carlos, sem reconhecer seu governo.

### Oitava Cruzada
Luís IX nunca abandonou a ideia da libertação de Jerusalém, mas decidiu começar sua nova cruzada com uma campanha militar contra Túnis. Segundo seu confessor, Godofredo de Beaulieu, o rei francês estava convencido de que Maomé Almostancir estava pronto para se converter ao cristianismo. A historiadora do século XIII, Saba Malaspina, afirmou que Carlos persuadiu Luís a atacar Túnis, porque queria garantir o pagamento do tributo que os governantes de Túnis pagaram aos antigos monarcas sicilianos.
Os cruzados franceses embarcaram em Aigues-Mortes em 2 de julho de 1270; Carlos partiu de Nápoles seis dias depois. Passou mais de um mês na Sicília, esperando por sua frota. Quando desembarcou em Túnis, em 25 de agosto, a disenteria e a febre tifoide dizimaram o exército francês. Luís morreu no dia em que seu irmão chegou.
Os cruzados derrotaram duas vezes o exército de Almostancir, forçando-o a pedir a paz. De acordo com o tratado de paz, assinado em 1.º de novembro, o califa concordou em compensar totalmente o filho e sucessor de Luís, Filipe III da França, e Carlos pelas despesas da campanha militar e pela libertação de seus prisioneiros cristãos. Também prometeu pagar um tributo anual a Carlos e expulsar os oponentes deste de Túnis. O ouro da cidade, junto com a prata da mina recém-inaugurada em Longobucco, permitiram ao governante da Sicília cunhar novas moedas, conhecidas como carlini, no Reino.
Carlos e Filipe partiram de Túnis em 10 de novembro. Uma tempestade dispersou suas frotas em Trapani e a maioria das galés de Carlos foram perdidas ou danificadas. Os navios genoveses que voltavam da cruzada também foram afundados ou forçados a desembarcar na Sicília. Carlos apreendeu os navios danificados e sua carga, ignorando todos os protestos das autoridades gibelinas de Gênova. Antes de deixar a Sicília, concedeu concessões fiscais temporárias aos sicilianos, pois percebeu que a conquista da ilha havia causado muita destruição.

### Tentativas de expansão
Carlos acompanhou Filipe III até Viterbo em março de 1271. Nessa cidade, eles não conseguiram convencer os cardeais a eleger um novo papa. Seu irmão Afonso de Poitiers adoeceu. O monarca angevino enviou seus melhores médicos para curá-lo, mas Afonso morreu. Carlos reivindicou a maior parte da herança do irmão, incluindo o marquesado da Provença e o condado de Poitiers, porque era o parente mais próximo do falecido. Após a objeção de Filipe III, ele levou o caso ao Parlamento de Paris. Em 1284, a corte determinou que os apanágios fossem transferidos para a coroa francesa caso seus governantes morressem sem descendentes.

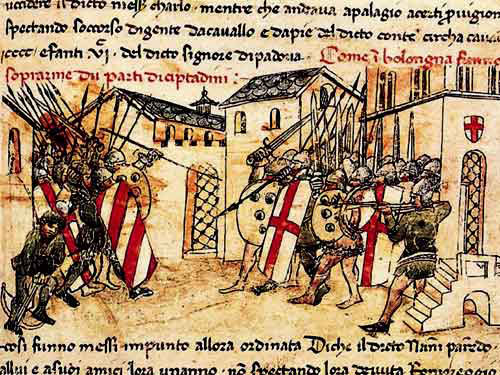
Representação de uma luta do século XIV entre as milícias das facções dos guelfos e gibelinos na comuna de Bolonha, da Crônica de Giovanni Sercambi, de Luca

Um terremoto destruiu as paredes de Durazzo no final dos anos 1260 ou início dos anos 1270. As tropas de Carlos tomaram posse da cidade com a ajuda dos líderes das comunidades albanesas nas proximidades. Carlos concluiu um acordo com os chefes albaneses, prometendo protegê-los e às suas antigas liberdades em fevereiro de 1272. Ele adotou o título de rei da Albânia e nomeou Gazzo Chinardo como seu vigário-geral. Também enviou sua frota à Acaia para defender o principado dos ataques bizantinos.
Carlos correu para Roma para assistir à entronização do Papa Gregório X em 27 de março de 1272. O novo papa estava determinado a pôr fim aos conflitos entre os guelfos e os gibelinos. Enquanto em Roma, o rei angevino da Sicília se encontrou com os líderes guelfos que foram exilados de Gênova. Depois que lhe ofereceram o cargo de capitão do povo, prometeu ajuda militar a eles. Em novembro de 1272, ordenou que seus oficiais fizessem prisioneiros todos os genoveses em seus territórios, exceto os guelfos, e confiscassem suas propriedades. Sua frota ocupou Ajaccio na Córsega. O papa Gregório condenou sua política agressiva, mas propôs que os genoveses elegessem os oficiais guelfos. Ignorando a proposta do Papa, os genoveses fizeram aliança com Afonso X de Castela, Guilherme VII de Monferrato e as cidades gibelinas da Lombardia em outubro de 1273.
O conflito com Gênova impediu Carlos de invadir o Império Bizantino, mas ele continuou a forjar alianças na Península Balcânica. O governante búlgaro, Constantino Tico, foi o primeiro a concluir um tratado com ele em 1272 ou 1273. João I Ducas da Tessália e Estêvão Uresis I, rei da Sérvia, juntaram-se à coalizão em 1273. No entanto, o Papa Gregório proibiu Carlos de atacar, porque ele esperava unificar as igrejas Ortodoxa e Católica com a ajuda do Imperador Miguel VIII.
O renomado teólogo Tomás de Aquino morreu inesperadamente perto de Nápoles em 7 de março de 1274, antes de partir para participar do Segundo Concílio de Lyon. Segundo uma lenda popular, imortalizada por Dante Alighieri, Carlos mandou envenená-lo, porque temia que Tomás de Aquino se queixasse dele. O historiador Steven Runciman enfatiza que "não há evidências para supor que a morte do grande doutor não tenha sido natural". Clérigos do sul da Itália no conselho acusaram Carlos de atos tirânicos. O relatório deles reforçou a tentativa do papa de chegar a um acordo com Rodolfo de Habsburgo, eleito rei da Alemanha pelos príncipes eleitores do Sacro Império Romano. Em junho, o papa reconheceu Rodolfo como o governante legítimo da Alemanha e da Itália. As cunhadas de Carlos, Margarida e Leonor, abordaram Rodolfo, alegando que elas tinham sido deserdadas ilegalmente em favor da falecida esposa do conde de Anjou.
O enviado pessoal de Miguel VIII anunciou no Concílio de Lyon em 6 de julho que o imperador havia aceitado o credo católico e o primado papal. Cerca de três semanas depois, o Papa Gregório novamente proibiu o angevino de lançar ações militares contra o Império Bizantino. O papa também tentou mediar uma trégua entre o conde de Anjou e o imperador bizantino, mas o último optou por atacar vários estados menores nos Bálcãs, incluindo os vassalos de Carlos. A frota bizantina assumiu o controle das rotas marítimas entre a Albânia e o sul da Itália no final da década de 1270. Gregório só permitiu que Carlos enviasse reforços para Acaia. A organização de uma nova cruzada pela Terra Santa continuou sendo o principal objetivo do Papa. Ele persuadiu o conde a iniciar negociações com Maria de Antioquia para comprar sua reivindicação ao Reino de Jerusalém. A Suprema Corte de Jerusalém já a havia rejeitado em favor de Hugo III do Chipre, mas o Papa tinha uma opinião negativa deste.
A guerra com Gênova e as cidades lombardas ocupava cada vez mais a atenção de Carlos. Ele nomeou seu sobrinho Roberto II de Artésia como seu vice no Piemonte em outubro de 1274, mas Artésia não pôde evitar que Vercelli e Alexandria se juntassem à Liga Gibelina. No verão seguinte, uma frota genovesa saqueou Trapani e a ilha de Gozo. Convencido de que apenas Rodolfo I poderia chegar a um acordo entre os guelfos e os gibelinos, o papa instou as cidades lombardas a enviarem emissários a ele. Ele também pediu a Carlos que renunciasse à Toscana. No outono de 1275, os gibelinos se ofereceram para fazer as pazes com o conde angevino, mas este não aceitou os termos. No início do ano seguinte, os gibelinos derrotaram as tropas angevinas na Colina de Tenda, forçando-as a se retirar para a Provença.

### Eleições papais

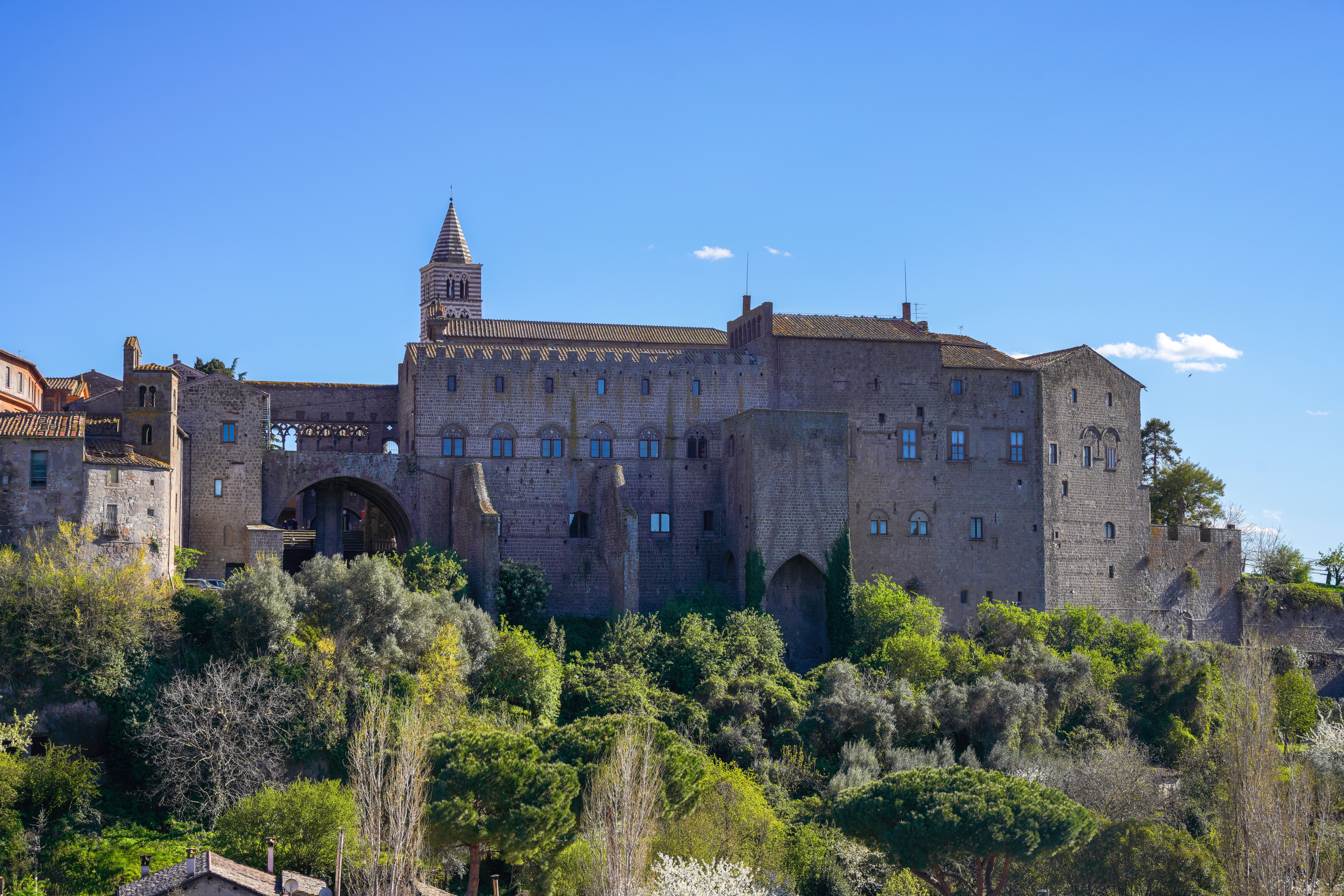
Palácio dos papas em Viterbo

O Papa Gregório X morreu em 10 de janeiro de 1276. Após a hostilidade que experimentou durante o pontificado dele, Carlos estava determinado a garantir a eleição de um papa disposto a apoiar seus planos. O Papa Inocêncio V, sucessor do finado, sempre foi partidário do angevino e rapidamente o confirmou como senador de Roma e vigário imperial da Toscana. Ele também mediou um tratado de paz entre Carlos e Gênova, que foi assinado em Roma em 22 de junho de 1276. O rei angevino da Sicília restaurou os privilégios dos mercadores genoveses e renunciou às suas conquistas, e os genoveses reconheceram seu governo em Ventimiglia.
O Papa Inocêncio morreu em 30 de junho de 1276. Depois que os cardeais se reuniram no Palácio de Latrão, as tropas de Carlos os cercaram, só permitindo a seus aliados que se comunicassem com outros cardeais e com estranhos. Em 11 de julho, os cardeais elegeram um velho amigo dele, Ottobuono Fieschi, papa, mas este morreu em 18 de agosto. Os cardeais se encontraram novamente, desta vez em Viterbo. Embora Carlos estivesse hospedado na vizinha Vetralla, não pôde influenciar diretamente a eleição, porque seu veemente oponente, o cardeal Giovanni Gaetano Orsini, dominou o conclave papal. O Papa João XXI, eleito em 20 de setembro, excomungou os oponentes de Carlos no Piemonte e proibiu Rodolfo de vir para a Lombardia, mas não proibiu os líderes guelfos lombardos de jurarem lealdade a ele. O papa também confirmou o tratado concluído por Carlos e Maria de Antioquia em 18 de março, que transferiu seus direitos sobre Jerusalém para o Rei da Sicília por mil besantes e uma pensão de quatro mil libras tornesas.
Carlos nomeou Rogério de San Severino para administrar o Reino de Jerusalém como seu oficial de justiça. San Severino desembarcou em Acre em 7 de junho de 1277. O oficial de justiça de Hugo III, Balião de Arzufe, entregou a cidade sem resistência. Embora inicialmente apenas os Cavaleiros Hospitalários e os venezianos reconhecessem Carlos como o governante legítimo, os barões do reino também prestaram homenagem a San Severino em janeiro de 1278, depois que ele ameaçou confiscar suas propriedades. Os mamelucos do Egito já tinham confinado o reino a uma faixa costeira de 2 600 km² e Carlos ordenou que seu oficial de justiça evitasse conflitos com o Egito.
O Papa João morreu em 20 de maio de 1277. O conde de Anjou estava doente e não pôde impedir a eleição de Giovanni Gaetano Orsini como Papa Nicolau III em 25 de novembro. Este logo declarou que nenhum príncipe estrangeiro poderia governar em Roma e lembrou a Carlos que ele havia sido eleito senador por dez anos. O angevino jurou fidelidade ao novo papa em 24 de maio de 1278, após longas negociações. Ele tinha de prometer que renunciaria tanto à senadoria de Roma quanto ao vicariato da Toscana em quatro meses. Por outro lado, Nicolau III confirmou a excomunhão dos inimigos de Carlos no Piemonte e iniciou negociações com Rodolfo para impedi-lo de fazer uma aliança contra o conde com Margarida da Provença e seu sobrinho, Eduardo I da Inglaterra. As negociações com Rodolfo estavam por trás da recusa de Nicolau em renovar o vicariato de Carlos na Toscana, para o qual Rodolfo havia nomeado seu próprio vigário.
Carlos anunciou sua renúncia ao senado e ao vicariato em 30 de agosto de 1278. Ele foi sucedido pelo irmão do Papa, Matteo Rosso Orsini, em Roma, e pelo sobrinho do líder da Igreja, Cardeal Latino Malabranca, na Toscana. Para garantir que Carlos abandonasse totalmente suas ambições na Itália central, o Papa iniciou negociações com Rodolfo sobre a restauração do Reino de Arles para Carlos Martel de Anjou, o neto dele. Margarida da Provença se opôs fortemente ao plano, mas Filipe III da França não apoiou sua mãe. Após longas negociações, no verão de 1279, Rodolfo reconheceu Carlos como o governante legítimo da Provença sem exigir seu juramento de fidelidade. Um acordo sobre o governo de Carlos Martel em Arles e seu casamento com a filha de Rodolfo, Clemência, foi assinado em maio de 1280. O plano perturbou os governantes das terras ao longo do Alto Ródano, especialmente o duque Roberto II e o conde Otão IV da Borgonha.
Carlos havia, entretanto, herdado o Principado da Acaia de Guilherme II de Villehardouin, que morreu em 1º de maio de 1278. Ele nomeou o impopular senescal Galeran de Ivry, da Sicília, como seu oficial de justiça no principado. Galeran não podia pagar suas tropas, que começaram a saquear as casas dos camponeses. João I de la Roche, duque de Atenas, teve que lhe emprestar dinheiro para financiar seus salários. Nicéforo I de Épiro reconheceu a suserania de Carlos em 14 de março de 1279 para garantir sua ajuda contra os bizantinos. Nicéforo também cedeu três cidades – Butroto, Sopoto e Panormo – ao angevino.
O Papa Nicolau morreu em 22 de agosto de 1280. Carlos enviou agentes a Viterbo para promover a eleição de um de seus apoiadores, aproveitando a brecha entre os parentes do falecido papa e outros cardeais italianos. Quando um motim estourou em Viterbo, depois que os cardeais não chegaram a uma decisão por meses, suas tropas assumiram o controle da cidade. Em 22 de fevereiro de 1281, seu maior apoiador, Simão de Brion, foi eleito papa. O papa Martinho IV demitiu os parentes de seu predecessor e fez de Carlos o senador de Roma novamente. Guido de Montefeltro levantou-se contra o Papa, mas as tropas de Carlos sob o comando de Giovanni d'Appia impediram a propagação da rebelião em Forlì. Carlos também enviou um exército ao Piemonte, mas Tomé I, marquês de Saluzzo, o aniquilou em Borgo San Dalmazzo em maio.

### Fim da união da Igreja
O Papa Martinho excomungou o Imperador Miguel VIII em 10 de abril de 1281 porque este não impôs a união da Igreja em seu império. O Papa logo autorizou Carlos a invadir o império. Hugo de Sully, seu vigário na Albânia, já havia sitiado a fortaleza bizantina de Berati. Um exército bizantino de alívio sob o comando de Miguel Tarcaniota e João Sinadeno chegou em março de 1281. Sully foi emboscado e capturado, seu exército foi colocado em fuga e o interior da Albânia foi perdido para os bizantinos. Em 3 de julho de 1281, Carlos e seu genro, Filipe de Courtenay, o imperador latino titular, fizeram uma aliança com Veneza "para a restauração do Império Romano". Eles decidiram começar uma campanha em grande escala no início do próximo ano.
Margarida da Provença convocou Roberto e Otão da Borgonha e outros senhores que mantinham feudos no Reino de Arles para uma reunião em Troyes no outono de 1281. Eles estavam dispostos a unir suas tropas para impedir que o exército de Carlos tomasse posse do reino, mas Filipe III da França se opôs fortemente ao plano de sua mãe e Eduardo I da Inglaterra não prometeu qualquer ajuda a eles. O angevino reconheceu como feudo borgonhês o condado de Tonnerre e suas outras propriedades herdadas pela sua esposa, o que apaziguou Roberto de Borgonha. Os navios de Carlos começaram a se reunir em Marselha para subir o Ródano na primavera de 1282. Outra frota estava se reunindo em Messina para iniciar a cruzada contra o Império Bizantino.

## Colapso do império

### Vésperas sicilianas
Sempre precisando de fundos, Carlos não podia cancelar o subventio generalis, embora fosse o imposto mais impopular do reino. Em vez disso, concedeu isenções a indivíduos e comunidades, especialmente aos colonos franceses e provençais, o que aumentou a carga sobre aqueles que não gozavam de tais privilégios. A troca obrigatória anual, ou ocasionalmente mais frequente, dos denários – as moedas quase exclusivamente usadas em transações locais – também era uma fonte importante e impopular de receita para o tesouro real. Carlos fazia empréstimos forçados sempre que precisava "imediatamente de uma grande soma de dinheiro para certos negócios árduos e urgentes", como explicou em um de seus decretos.

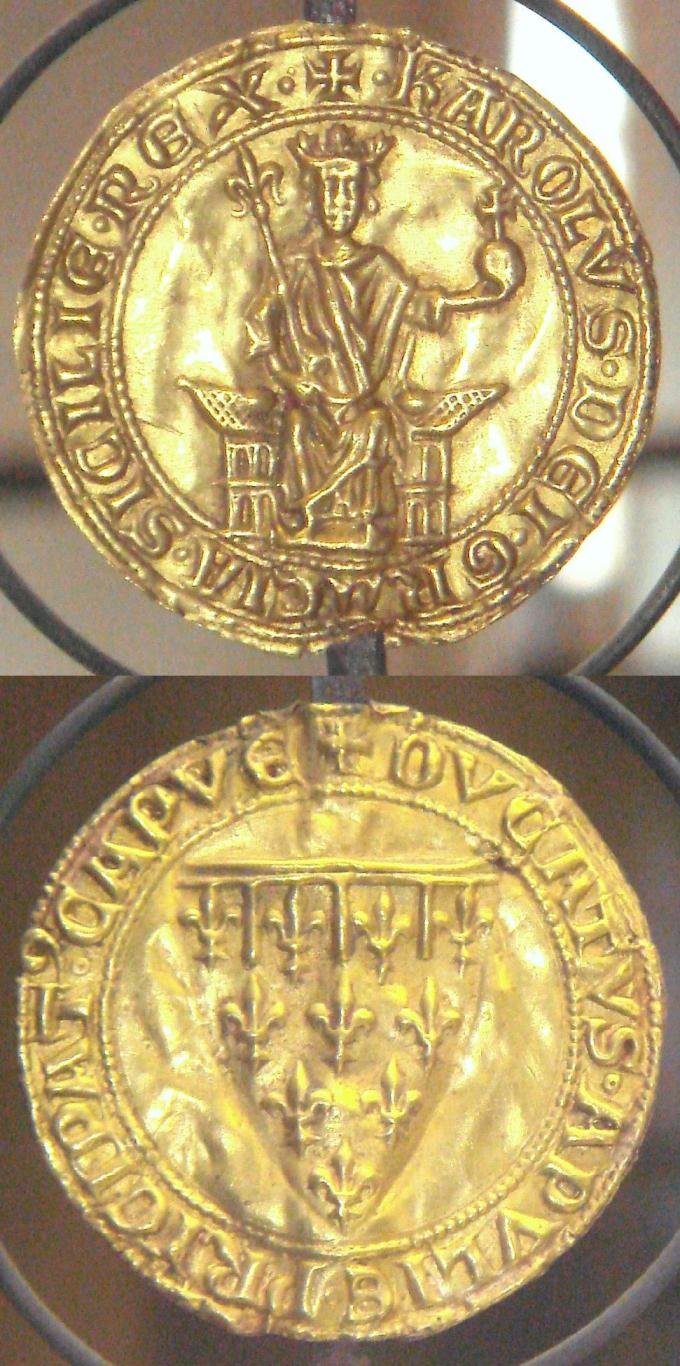
Selo siciliano de Carlos, Cabinet des Médailles, Paris

As requisições de mercadorias aumentaram a impopularidade de seu governo no sul da Itália e na Sicília. Seus súditos também podiam ser forçados a guardar prisioneiros ou alojar soldados em suas casas. A restauração de velhas fortalezas, pontes e aquedutos e a construção de novos castelos exigiram o emprego de artesãos, embora a maioria deles não quisesse participar de projetos tão longos. Milhares de pessoas foram forçadas a servir no exército em terras estrangeiras, especialmente depois de 1279. O comércio de sal foi declarado monopólio real. Em dezembro de 1281, o rei angevino da Sicília ordenou novamente a cobrança do subventio generalis, exigindo o pagamento de 150% do valor habitual.
O angevino não deu atenção à ilha da Sicília, embora esta tenha sido o centro da resistência contra ele em 1268. Ele transferiu a capital de Palermo para Nápoles. Não visitou a ilha depois de 1271, impedindo os sicilianos de informá-lo diretamente de suas queixas. Os nobres sicilianos raramente eram empregados como oficiais reais, embora ele frequentemente designasse nobres do sul da Itália para representá-lo em seus outros reinos. Além disso, tendo confiscado grandes propriedades na ilha no final da década de 1260, Carlos empregava quase exclusivamente clérigos franceses e provençais para administrá-las.
As histórias populares atribuíam a João de Prócida – o ex-chanceler de Manfredo da Sicília – uma conspiração internacional contra Carlos. A lenda diz que ele visitou Constantinopla, Sicília e Viterbo disfarçado em 1279 e 1280 para convencer Miguel VIII, os barões da Sicília e o Papa Nicolau III a apoiar uma revolta. Por outro lado, Miguel VIII mais tarde afirmaria que foi o "instrumento de Deus para trazer liberdade aos sicilianos" em suas memórias. A riqueza do imperador permitiu-lhe enviar dinheiro aos descontentes barões sicilianos. Pedro III de Aragão decidiu reivindicar o reino da Sicília no final de 1280: ele não escondeu seu desdém quando se encontrou com o filho do rei, Carlos, duque de Salerno, em Toulouse, em dezembro de 1280. Ele começou a montar uma frota, supostamente para outra cruzada em Túnis.
Um motim estourou na Sicília depois que um cidadão de Palermo matou um soldado francês bêbado que havia insultado sua esposa diante da Igreja do Espírito Santo na segunda-feira de Páscoa (30 de março) de 1282. Quando os camaradas do soldado atacaram o assassino, a multidão se voltou contra eles e começou a massacrar todos os franceses da cidade. O motim, conhecido desde o século XVI como vésperas sicilianas, evoluiu para um levante e a maioria dos oficiais de Carlos foram mortos ou forçados a fugir da ilha. O rei ordenou a transferência de soldados e navios da Acaia para a ilha, mas não conseguiu impedir a propagação da revolta para a Calábria. San Severino também teve que retornar à Itália, acompanhado da maior parte da guarnição de Acre. Odo Poilechien, que o sucedeu em Acre, tinha autoridade limitada.
Os cidadãos das principais cidades sicilianas estabeleceram comunas que enviaram delegados ao Papa Martinho, pedindo-lhe que os colocasse sob a proteção da Santa Sé. Em vez de aceitar sua oferta, o Papa excomungou os rebeldes em 7 de maio. Carlos emitiu um édito em 10 de junho, acusando seus funcionários de terem ignorado suas instruções sobre boa administração, mas não prometeu mudanças fundamentais. Em julho, ele partiu para a Sicília e sitiou Messina.

### Guerra com Aragão
Guilherme de Castelnou, o enviado de Pedro III de Aragão, iniciou negociações com os líderes rebeldes em Palermo. Percebendo que não poderiam resistir sem o apoio estrangeiro, eles reconheceram Pedro e Constança como seu rei e rainha. Eles designaram enviados para acompanhar Castelnou a Collo, onde a frota aragonesa estava se reunindo. Após uma breve hesitação, Pedro decidiu intervir em favor dos rebeldes e navegou para a Sicília. Ele foi declarado rei da Sicília em Palermo em 4 de setembro. Depois disso, dois reinos, cada um governado por um monarca denominado rei (ou rainha) da Sicília, coexistiram por mais de um século, com Carlos e seus sucessores governando no sul da Itália (conhecido como Reino de Nápoles), enquanto Pedro e seus descendentes governaram a ilha da Sicília.
Diante do desembarque aragonês, Carlos foi compelido a se retirar da ilha, mas os aragoneses se moveram rapidamente e destruíram parte de seu exército e grande parte de sua bagagem. Pedro assumiu o controle de toda a ilha e enviou tropas para a Calábria, mas eles não puderam evitar que Carlos de Salerno liderasse um exército de 600 cavaleiros franceses para se juntar a seu pai em Régio da Calábria. Outras tropas francesas chegaram sob o comando dos sobrinhos de Carlos, Roberto II de Artésia e Pedro de Alençon, em novembro. No mesmo mês, o Papa excomungou Pedro.
Nem Pedro nem Carlos podiam se dar ao luxo de travar uma guerra longa. O angevino fez uma proposta surpreendente no final de dezembro de 1282, desafiando seu inimigo para um julgamento por duelo. Pedro insistiu que a guerra deveria continuar, mas concordou que uma batalha entre os dois reis, cada um acompanhado por 100 cavaleiros, deveria decidir a posse da Sicília. O duelo foi marcado para acontecer em Bordéus em 1 de junho de 1283, mas eles não acertaram a hora. Carlos nomeou Carlos de Salerno para administrar o Reino durante sua ausência. Para garantir a lealdade dos senhores locais na Acaia, ele designou um de seus pares, Guido de Dramelay, oficial de justiça. O Papa Martinho declarou a guerra contra os sicilianos uma cruzada em 13 de janeiro de 1283. O conde de Anjou se encontrou com o papa em Viterbo em 9 de março, mas ignorou a proibição papal a seu duelo com Pedro de Aragão. Depois de visitar a Provença e Paris em abril, ele partiu para Bordéus para se encontrar com o rei aragonês. O duelo se transformou em uma farsa; os dois reis, cada um chegando em momentos diferentes no mesmo dia, declararam uma vitória sobre seu oponente ausente e partiram.
Escaramuças e ataques continuaram ocorrendo no sul da Itália. Os guerrilheiros aragoneses atacaram Catona e mataram Pedro de Alençon em janeiro de 1283; eles tomaram Régio da Calábria em fevereiro; e o almirante siciliano, Rogério de Lauria, aniquilou uma frota provençal recém-criada em Malta em abril. No entanto, surgiram tensões entre os aragoneses e os sicilianos e, em maio de 1283, um dos líderes da rebelião anti-angevina, Gualtério de Caltagirone, foi executado por sua correspondência secreta com os agentes de Carlos. O Papa Martinho declarou a guerra contra Aragão uma cruzada e conferiu o reino ao filho de Filipe III da França, Carlos de Valois, em 2 de fevereiro de 1284.
Carlos começou a levantar novas tropas e uma frota na Provença, e instruiu seu filho, Carlos de Salerno, a manter uma postura defensiva até seu retorno. Rogério de Lauria fixou um pequeno esquadrão na ilha de Nisida para bloquear Nápoles em maio de 1284. Carlos de Salerno tentou destruir o esquadrão, mas a maior parte de sua frota foi capturada e ele próprio foi feito prisioneiro após um combate curto e violento em 5 de junho. A notícia do revés causou um motim em Nápoles, mas o legado papal, Gerard de Parma, esmagou-o com a ajuda de nobres locais. Carlos soube do desastre quando pousou em Gaeta em 6 de junho. Ele estava furioso com Carlos de Salerno e sua desobediência. Ele teria afirmado que "Quem perde um tolo não perde nada", referindo-se à captura de seu filho.
Carlos partiu de Nápoles para a Calábria em 24 de junho de 1284. Um grande exército – supostamente 10 mil guerreiros montados e 40 mil soldados de infantaria – acompanhou-o até Régio da Calábria. Ele sitiou a cidade por mar e por terra no final de julho. Sua frota se aproximou da costa da Sicília, mas suas tropas não puderam desembarcar na ilha. Depois que Lauria desembarcou tropas perto do Régio da Calábria, o angevino teve que suspender o cerco e retirar-se da região em 3 de agosto.

### Morte

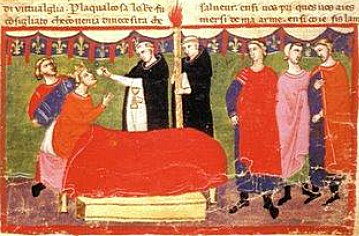
Morte de Carlos

Carlos foi a Brindisi e se preparou para uma campanha contra a Sicília no ano novo. Despachou ordens para seus funcionários para a coleta do subventio generalis. No entanto, ele adoeceu gravemente antes de viajar para Foggia em 30 de dezembro. Ele fez seu último testamento em 6 de janeiro de 1285, nomeando Roberto II de Artésia regente para seu neto, Carlos Martel, que governaria seus reinos até que Carlos de Salerno fosse libertado. Ele morreu na manhã de 7 de janeiro. Foi enterrado em um sepulcro de mármore em Nápoles, mas seu coração foi colocado no Couvent Saint-Jacques em Paris. Seu cadáver foi transferido para uma capela da recém-construída Catedral de Nápoles em 1296.

## Família
|  |  |  |  |  |  |  |  |                   |                   |                   |                   |                   |                   |  |  |  |  |  |  | Luís VIII de França   | Luís VIII de França  | Luís VIII de França  | Luís VIII de França  | Luís VIII de França  | Luís VIII de França  |                      |                      | Branca de Castela      | Branca de Castela      | Branca de Castela      | Branca de Castela      | Branca de Castela      | Branca de Castela      |                    |                    |                    |                    |                    |                    |                       |                       |                       |                       | Raimundo Berengário IV da Provença | Raimundo Berengário IV da Provença | Raimundo Berengário IV da Provença | Raimundo Berengário IV da Provença | Raimundo Berengário IV da Provença | Raimundo Berengário IV da Provença |                     |                     | Beatriz de Saboia   | Beatriz de Saboia   | Beatriz de Saboia | Beatriz de Saboia | Beatriz de Saboia       | Beatriz de Saboia       |                         |                         |                         |                         |  |  |  |  |  |  |
|  |  |  |  |  |  |  |  |                   |                   |                   |                   |                   |                   |  |  |  |  |  |  | Luís VIII de França   | Luís VIII de França  | Luís VIII de França  | Luís VIII de França  | Luís VIII de França  | Luís VIII de França  |                      |                      | Branca de Castela      | Branca de Castela      | Branca de Castela      | Branca de Castela      | Branca de Castela      | Branca de Castela      |                    |                    |                    |                    |                    |                    |                       |                       |                       |                       | Raimundo Berengário IV da Provença | Raimundo Berengário IV da Provença | Raimundo Berengário IV da Provença | Raimundo Berengário IV da Provença | Raimundo Berengário IV da Provença | Raimundo Berengário IV da Provença |                     |                     | Beatriz de Saboia   | Beatriz de Saboia   | Beatriz de Saboia | Beatriz de Saboia | Beatriz de Saboia       | Beatriz de Saboia       |                         |                         |                         |                         |  |  |  |  |  |  |
|  |  |  |  |  |  |  |  |                   |                   |                   |                   |                   |                   |  |  |  |  |  |  |                       |                      |                      |                      |                      |                      |                      |                      |                        |                        |                        |                        |                        |                        |                    |                    |                    |                    |                    |                    |                       |                       |                       |                       |                                    |                                    |                                    |                                    |                                    |                                    |                     |                     |                     |                     |                   |                   |                         |                         |                         |                         |                         |                         |  |  |  |  |  |  |
|  |  |  |  |  |  |  |  |                   |                   |                   |                   |                   |                   |  |  |  |  |  |  |                       |                      |                      |                      |                      |                      |                      |                      |                        |                        |                        |                        |                        |                        |                    |                    |                    |                    |                    |                    |                       |                       |                       |                       |                                    |                                    |                                    |                                    |                                    |                                    |                     |                     |                     |                     |                   |                   |                         |                         |                         |                         |                         |                         |  |  |  |  |  |  |
|  |  |  |  |  |  |  |  |                   |                   |                   |                   |                   |                   |  |  |  |  |  |  | Roberto I de Artésia  | Roberto I de Artésia | Roberto I de Artésia | Roberto I de Artésia | Roberto I de Artésia | Roberto I de Artésia |                      |                      | Afonso III de Poitiers | Afonso III de Poitiers | Afonso III de Poitiers | Afonso III de Poitiers | Afonso III de Poitiers | Afonso III de Poitiers |                    |                    | Carlos I de Anjou  | Carlos I de Anjou  | Carlos I de Anjou  | Carlos I de Anjou  | Carlos I de Anjou     | Carlos I de Anjou     |                       |                       |                                    |                                    |                                    |                                    | Beatriz da Provença                | Beatriz da Provença                | Beatriz da Provença | Beatriz da Provença | Beatriz da Provença | Beatriz da Provença |                   |                   | Leonor da Provença      | Leonor da Provença      | Leonor da Provença      | Leonor da Provença      | Leonor da Provença      | Leonor da Provença      |  |  |  |  |  |  |
|  |  |  |  |  |  |  |  |                   |                   |                   |                   |                   |                   |  |  |  |  |  |  | Roberto I de Artésia  | Roberto I de Artésia | Roberto I de Artésia | Roberto I de Artésia | Roberto I de Artésia | Roberto I de Artésia |                      |                      | Afonso III de Poitiers | Afonso III de Poitiers | Afonso III de Poitiers | Afonso III de Poitiers | Afonso III de Poitiers | Afonso III de Poitiers |                    |                    | Carlos I de Anjou  | Carlos I de Anjou  | Carlos I de Anjou  | Carlos I de Anjou  | Carlos I de Anjou     | Carlos I de Anjou     |                       |                       |                                    |                                    |                                    |                                    | Beatriz da Provença                | Beatriz da Provença                | Beatriz da Provença | Beatriz da Provença | Beatriz da Provença | Beatriz da Provença |                   |                   | Leonor da Provença      | Leonor da Provença      | Leonor da Provença      | Leonor da Provença      | Leonor da Provença      | Leonor da Provença      |  |  |  |  |  |  |
|  |  |  |  |  |  |  |  | Luís IX de França | Luís IX de França | Luís IX de França | Luís IX de França | Luís IX de França | Luís IX de França |  |  |  |  |  |  |                       |                      |                      |                      |                      |                      |                      |                      |                        |                        |                        |                        |                        |                        |                    |                    |                    |                    |                    |                    | Margarida da Provença | Margarida da Provença | Margarida da Provença | Margarida da Provença | Margarida da Provença              | Margarida da Provença              |                                    |                                    |                                    |                                    |                     |                     |                     |                     |                   |                   |                         |                         |                         |                         |                         |                         |  |  |  |  |  |  |
|  |  |  |  |  |  |  |  | Luís IX de França | Luís IX de França | Luís IX de França | Luís IX de França | Luís IX de França | Luís IX de França |  |  |  |  |  |  |                       |                      |                      |                      |                      |                      |                      |                      |                        |                        |                        |                        |                        |                        |                    |                    |                    |                    |                    |                    | Margarida da Provença | Margarida da Provença | Margarida da Provença | Margarida da Provença | Margarida da Provença              | Margarida da Provença              |                                    |                                    |                                    |                                    |                     |                     |                     |                     |                   |                   |                         |                         |                         |                         |                         |                         |  |  |  |  |  |  |
|  |  |  |  |  |  |  |  |                   |                   |                   |                   |                   |                   |  |  |  |  |  |  | Roberto II de Artésia |                      |                      |                      |                      |                      |                      |                      |                        |                        |                        |                        |                        |                        |                    |                    |                    |                    |                    |                    |                       |                       |                       |                       |                                    |                                    |                                    |                                    |                                    |                                    |                     |                     |                     |                     |                   |                   |                         |                         |                         |                         |                         |                         |  |  |  |  |  |  |
|  |  |  |  |  |  |  |  |                   |                   |                   |                   |                   |                   |  |  |  |  |  |  |                       |                      |                      |                      |                      |                      |                      |                      |                        |                        |                        |                        |                        |                        |                    |                    |                    |                    |                    |                    |                       |                       |                       |                       |                                    |                                    |                                    |                                    |                                    |                                    |                     |                     |                     |                     |                   |                   |                         |                         |                         |                         |                         |                         |  |  |  |  |  |  |
|  |  |  |  |  |  |  |  |                   |                   |                   |                   |                   |                   |  |  |  |  |  |  |                       |                      |                      |                      |                      |                      | Filipe III de França | Filipe III de França | Filipe III de França   | Filipe III de França   | Filipe III de França   | Filipe III de França   |                        |                        | Pedro I de Alençon | Pedro I de Alençon | Pedro I de Alençon | Pedro I de Alençon | Pedro I de Alençon | Pedro I de Alençon |                       |                       |                       |                       |                                    |                                    |                                    |                                    |                                    |                                    |                     |                     |                     |                     |                   |                   | Eduardo I de Inglaterra | Eduardo I de Inglaterra | Eduardo I de Inglaterra | Eduardo I de Inglaterra | Eduardo I de Inglaterra | Eduardo I de Inglaterra |  |  |  |  |  |  |

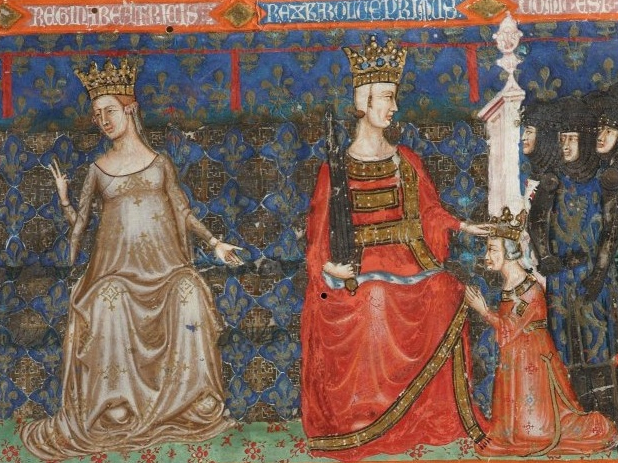
Carlos e sua primeira esposa, Beatriz da Provença

Todos os registros mostram que Carlos foi um marido fiel e um pai atencioso. Sua primeira esposa, Beatriz da Provença, deu à luz pelo menos seis filhos. De acordo com as fofocas da época, ela persuadiu o marido a reivindicar o Reino da Sicília, porque queria usar uma coroa como suas irmãs. Antes de morrer em julho de 1267, ela havia legado o usufruto da Provença ao esposo.
- Branca, a filha mais velha de Carlos e Beatriz, tornou-se a esposa de Roberto de Béthune em 1265, mas morreu quatro anos depois.[243]
- Beatriz, sua irmã mais nova, casou-se com Filipe, o imperador latino titular, em 1273.[244]
- Carlos II, o filho mais velho e homônimo de Carlos, recebeu o Principado de Salerno em 1272.[245] Carlos, o Manco (como era chamado) e sua esposa, Maria da Hungria, tiveram quatorze filhos, o que garantiu a sobrevivência da casa capetiana de Anjou.[235]
- Filipe, o filho seguinte de Carlos e Beatriz, foi eleito rei da Sardenha pelos guelfos locais em 1269, mas sem o consentimento do papa.[211] Ele morreu sem filhos em 1278.[245]
- Roberto, o terceiro filho de Carlos, morreu em 1265.[245]
- Isabel, a filha mais nova, foi dada em casamento ao futuro Ladislau IV da Hungria em 1269, mas Ladislau preferia suas amantes a ela.[194][246]

O viúvo Carlos se propôs pela primeira vez a Margarida da Hungria. No entanto, Margarida, que havia sido criada em um convento dominicano, não queria se casar. Segundo a lenda, ela se desfigurou para impedir o casamento. Ele e sua segunda esposa, Margarida de Nevers, tiveram vários filhos, mas nenhum sobreviveu à idade adulta.

## Legado
As obras de dois historiadores do século XIII, Bartolomeu de Neocastro e Saba Malaspina, influenciaram fortemente as visões modernas sobre Carlos, embora fossem tendenciosas. O primeiro o descreveu como um tirano para justificar as vésperas sicilianas, o último defendeu o cancelamento da cruzada contra Aragão em 1285. Carlos deu continuidade às políticas de seus predecessores imperiais em vários campos, incluindo cunhagem, tributação e emprego de funcionários impopulares de Amalfi. No entanto, a monarquia sofreu um "afrancesamento" ou "provençalização" durante seu reinado. Ele doou propriedades no Reino para cerca de 700 nobres da França ou da Provença. Não adotou as ricas vestes cerimoniais, inspiradas na arte bizantina e islâmica, dos primeiros reis sicilianos, mas se vestiu como outros monarcas da Europa Ocidental, ou como "um simples cavaleiro", como foi observado pelo cronista Tomé Tuscus que visitou Nápoles em 1267.

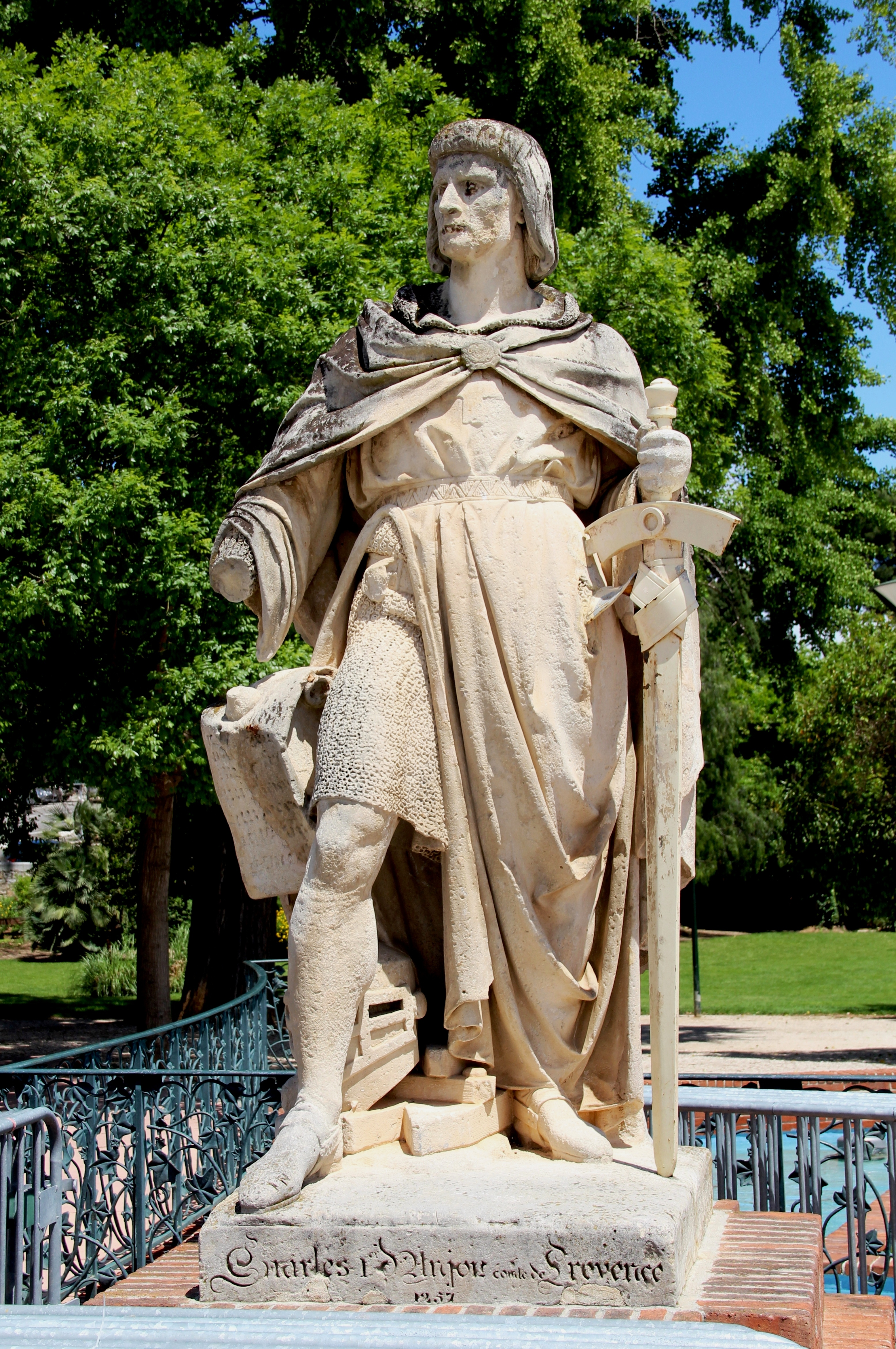
Carlos como conde da Provença (estátua de Louis-Joseph Daumas em Hyères)

Por volta de 1310, o historiador florentino Giovanni Villani afirmou que Carlos havia sido o monarca cristão mais poderoso no final da década de 1270. Luchetto Gattilusio, um poeta genovês, o comparou diretamente a Carlos Magno. Ambos os relatórios demonstram que ele era considerado quase um imperador. Entre os historiadores modernos, Runciman diz que Carlos tentou construir um império ao leste do Mediterrâneo; Gérard Sivéry escreveu que ele queria dominar o oeste; e Jean Dunbabin argumenta que seu "aglomerado de terras estava em processo de formação de um império."
O historiador Hiroshi Takayama conclui que o domínio de Carlos "era grande demais para controlar". No entanto, os laços econômicos entre suas terras se fortaleceram durante seu reinado. O sal provençal foi transportado para suas outras terras, grãos do Reino foram vendidos na Acaia, Albânia, Acre e Toscana, e mercadores toscanos se estabeleceram em Anjou, Maine, Sicília e Nápoles. Seus oficiais mais graduados foram transferidos de suas terras natais para representá-lo em outros territórios: seus senecais na Provença eram de Anjou; os nobres franceses e provençais ocupavam os mais altos cargos no Reino; e ele escolheu seus vigários em Roma entre os nobres do sul da Itália e da Provença. Embora o império tenha entrado em colapso antes de sua morte, seu filho manteve o sul da Itália e a Provença.
Carlos sempre enfatizou sua posição real, mas não adotou a "retórica imperial". Seu renomado magistrado, Marino de Caramanico, desenvolveu uma nova teoria política. Os interpretadores tradicionais do direito romano estavam convencidos de que os Sacro Imperadores Romanos tinham o monopólio da legislação. Em contraste com eles, Caramanico afirmou que um imperador não poderia reivindicar soberania sobre um rei e enfatizou a plena competência de Carlos para emitir decretos. Para promover a educação jurídica, pagava altos salários – 20 a 50 onças de ouro por ano – a mestres em direito da Universidade de Nápoles. Os mestres em medicina recebiam remunerações semelhantes, e a universidade tornou-se o principal centro da ciência médica. O interesse pessoal dele pela medicina cresceu durante sua vida e ele pegou textos médicos árabes emprestados dos governantes de Túnis para traduzi-los. Empregou pelo menos um estudioso judeu, Moisés de Palermo, que podia traduzir textos do árabe para o latim. A enciclopédia médica de Maomé Rasis, conhecida como Kitab al-Hawi, foi um dos livros traduzidos por ordem de Carlos.
Também era um poeta, o que o distinguia de seus parentes capetianos. Compôs canções de amor e um partimen (este último com Pierre d'Angicourt). Ele foi convidado a julgar duas competições poéticas em sua juventude, mas os estudiosos modernos não estimam sua poesia. Os trovadores provençais foram principalmente críticos ao escrever sobre Carlos, mas os poetas franceses estavam dispostos a elogiá-lo. Bertran d'Alamanon escreveu um poema contra o imposto sobre o sal e Raimon de Tors de Marseilha repreendeu Carlos por invadir o Reino. O trovador Adam de la Halle dedicou um poema épico inacabado, intitulado O Rei da Sicília, a Carlos e Jean de Meung, que glorificou suas vitórias no Romance da Rosa. Dante descreveu Carlos – "que tem um nariz viril" – cantando pacificamente com seu antigo rival, Pedro III de Aragão, no Purgatório.
Carlos também mostrou interesse pela arquitetura. Ele projetou uma torre em Brindisi, mas ela logo desabou. Ele ordenou a construção do Castel Nuovo em Nápoles, do qual apenas a capela palatina sobreviveu. Também é creditado com a introdução de janelas de vidro de estilo francês no sul da Itália.